# (27930) Nakamatsu
(27930) Nakamatsu est un astéroïde de la ceinture principale.

## Description
(27930) Nakamatsu est un astéroïde de la ceinture principale. Il fut découvert le 2 avril 1997 à Socorro (Nouveau-Mexique) par le projet LINEAR. Il présente une orbite caractérisée par un demi-grand axe de 2,56 UA, une excentricité de 0,05 et une inclinaison de 6,8° par rapport à l'écliptique.

## Compléments